# Comuna de Golub-Dobrzyń
Golub-Dobrzyń (polaco: Gmina Golub-Dobrzyń) é uma gminy (comuna) na Polónia, na voivodia de Cujávia-Pomerânia e no condado de Golubsko-dobrzyński. A sede do condado é a cidade de Golub-Dobrzyń.
De acordo com os censos de 2004, a comuna tem 8062 habitantes, com uma densidade 40,8 hab/km².

## Área
Estende-se por uma área de 197,45 km², incluindo:
- área agricola: 61%
- área florestal: 32%

## Demografia
Dados de 30 de Junho 2004:
|                      | Total   | Total | Mulheres | Mulheres | Homens  | Homens |
| -------------------- | ------- | ----- | -------- | -------- | ------- | ------ |
|                      | pessoas | %     | pessoas  | %        | pessoas | %      |
| População            | 8062    | 100   | 3983     | 49,4     | 4079    | 50,6   |
| Densidade (pop./km²) | 40,8    | 100   | 20,2     | 20,2     | 20,7    | 20,7   |

De acordo com dados de 2005, o rendimento médio per capita ascendia a 1772,09 zł.

## Subdivisões
- Białkowo, Cieszyny, Duża Kujawa, Gajewo, Gałczewko, Karczewo, Lisewo, Macikowo, Nowa Wieś, Nowogród, Olszówka, Ostrowite, Paliwodzizna, Pląchoty, Podzamek Golubski, Skępsk, Sokoligóra, Sokołowo, Węgiersk, Wrocki.

## Comunas vizinhas
- Bobrowo, Ciechocin, Dębowa Łąka, Golub-Dobrzyń, Kowalewo Pomorskie, Radomin, Zbójno